# Amec Foster Wheeler
Amec Foster Wheeler est un bureau d'études et de conseil en ingénierie britannique, spécialisé notamment dans les secteurs pétroliers, gaziers, miniers, énergétiques et de travaux publics.
Amec Foster Wheeler était cotée à la Bourse de Londres[Quand ?].

## Histoire
En 1997, Amec devient actionnaire minoritaire de Spie.
En janvier 2014, Amec acquiert Foster Wheeler pour 1,9 milliard de livres et devient Amec Foster Wheeler.
Le groupe a été racheté en 2017 par John Wood Group plc.
Le titre n'est plus négociable en bourse depuis 2017